# Иванов, Стефан (художник)
Стефан Георгиев Иванов (25 ноября 1875, Долна-Бела-Речка, Османская империя – 14 июня 1951, София) — болгарский художник, педагог, заслуженный художник Болгарии (1950), народный художник Болгарии (посмертно, 1951). Лауреат Димитровской премии (1950). Действительный член Болгарской академии наук.

## Биография
Родился в бедной крестьянской семье. До 1903 года учился в софийском училище рисования (ныне Болгарская национальная художественная академия). Ученик Ивана Мырквички.
Четыре года спустя сам начал преподавать в Художественном училище. С 1914 г. – профессор живописи, в 1929–1931 гг. работал ректором Художественной академии.
В 1925–1927 годах жил в Париже.
В 1941 г. стал первым художником, избранным академиком БАН.
Автор пейзажей, портретов, мозаик, иконописец.